# Буде
Буде (норв. Bodø; лулесаамський: Bådåddjo) — комуна у фюльке Нурланн, Норвегія. Адміністративний центр — місто Буде.  

## Географічне положення
Комуна розташована за Північним полярним колом — на 67°18′ північної широти, що дозоляє жителям і гостям міста спостерігати явище Полярної ночі та Полярного дня.

## Клімат
Комуна розташована в зоні дії субарктичного кліматичного поясу, його морського підтипу. Найтепліший місяць — липень — із середньою температурою 12.5 °C (54.5 °F). Найхолодніший місяць — січень — із середньою температурою -2.2 °С (28 °F).
| Клімат Буде             | Клімат Буде | Клімат Буде | Клімат Буде | Клімат Буде | Клімат Буде | Клімат Буде | Клімат Буде | Клімат Буде | Клімат Буде | Клімат Буде | Клімат Буде | Клімат Буде | Клімат Буде |
| Показник                | Січ.        | Лют.        | Бер.        | Квіт.       | Трав.       | Черв.       | Лип.        | Серп.       | Вер.        | Жовт.       | Лист.       | Груд.       | Рік         |
| Абсолютний максимум, °C | 11          | 8           | 10          | 15          | 23          | 27          | 27          | 26          | 22          | 16          | 13          | 10          | 27          |
| Середній максимум, °C   | 0,1         | 0,3         | 1,8         | 5           | 10,1        | 13,4        | 15,5        | 15,2        | 11,7        | 7,5         | 3,3         | 1,2         | 7,1         |
| Середня температура, °C | −2,2        | −2          | −0,6        | 2,5         | 7,2         | 10,4        | 12,5        | 12,3        | 9           | 5,3         | 1,2         | −1,2        | 4,5         |
| Середній мінімум, °C    | −4,6        | −4,3        | −2,8        | 0           | 4,2         | 7,6         | 9,7         | 9,4         | 6,5         | 3,2         | −1          | −3,5        | 2           |
| Абсолютний мінімум, °C  | −17         | −17         | −12         | −8          | −2          | −1          | 2           | 0           | −2          | −7          | −11         | −17         | −17         |
| Норма опадів, мм        | 80          | 70          | 70          | 50          | 50          | 50          | 70          | 80          | 110         | 120         | 100         | 80          | 980         |
| Днів з опадами          | 14          | 12,5        | 11,9        | 10,6        | 8,8         | 10,8        | 13,4        | 12,4        | 16,8        | 18,1        | 15,2        | 15,7        | 160,2       |
| ----------------------- | ----------- | ----------- | ----------- | ----------- | ----------- | ----------- | ----------- | ----------- | ----------- | ----------- | ----------- | ----------- | ----------- |
| Джерело: Weatherbase    |             |             |             |             |             |             |             |             |             |             |             |             |             |

## Населення
Населення комуни — 49 731 жителів (2014 р.).

## Транспорт
Місто Буде є одним із ключових транспортних центрів фюльке Нурланн. У межах міста розташовано летовище, морський порт і залізничний вокзал.
Залізнична станція Буде є крайньою північною станцією залізничної мережі Норвегії. Залізничну станцію Буде було відкрито 7 червня 1962 року в присутності майбутнього короля Олафа V.
Летовище Буде розташовано на південному заході півострова, на землях, які в 1950 році було експропрійовано у жителів села Гернесбюгд. Летовище було відкрито в 1952 році. Наразі проходить реконструкція та розширення території аеропорту.
Порт Буде приймає риболовецькі шхуни та пересувні рибні заводи, яхти, круїзні лайнерви, військові кораблі. Також налагоджено регулярне поромне сполучення з Лофотенськіми островами.

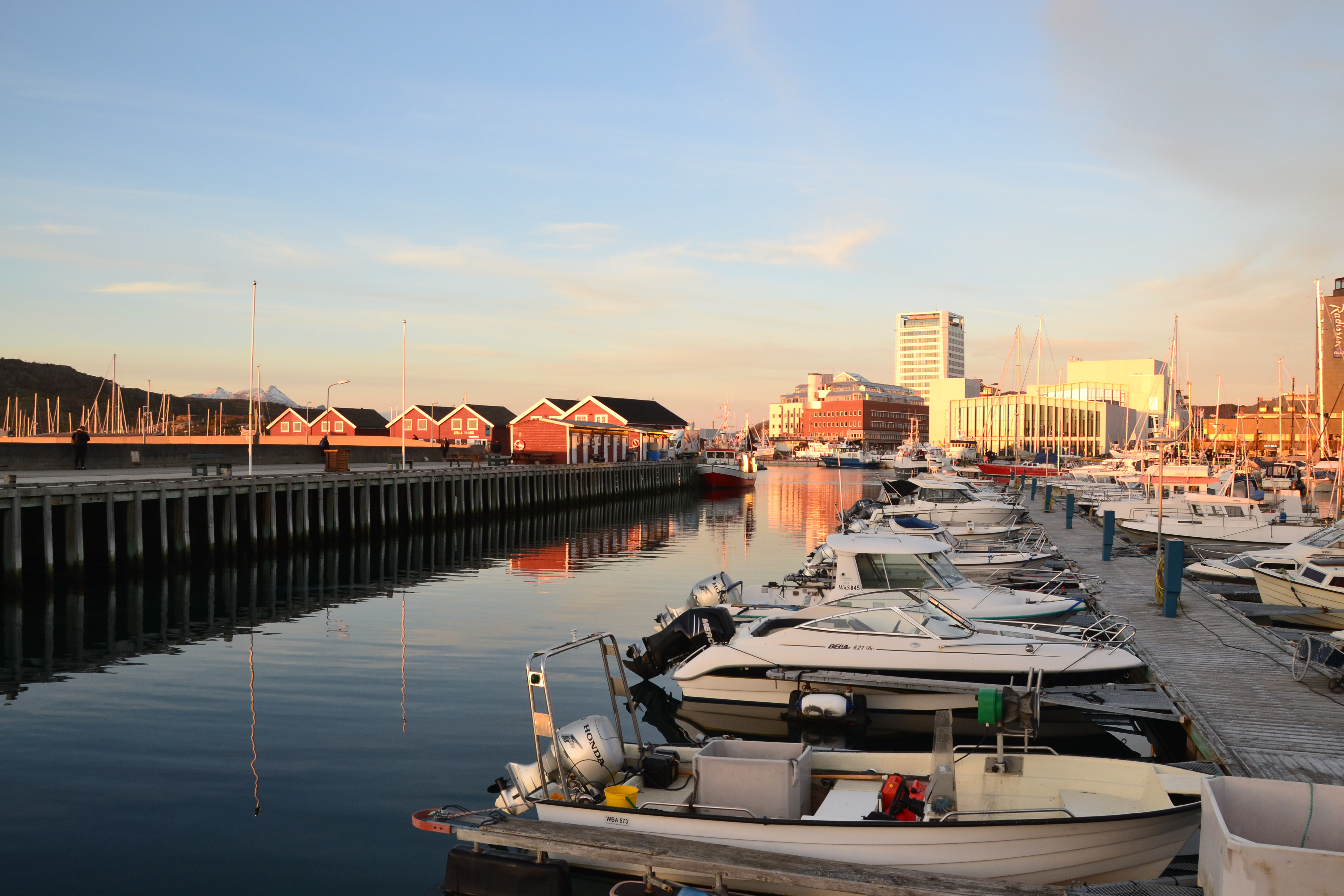
Молобукта. Причал у центрі Буде
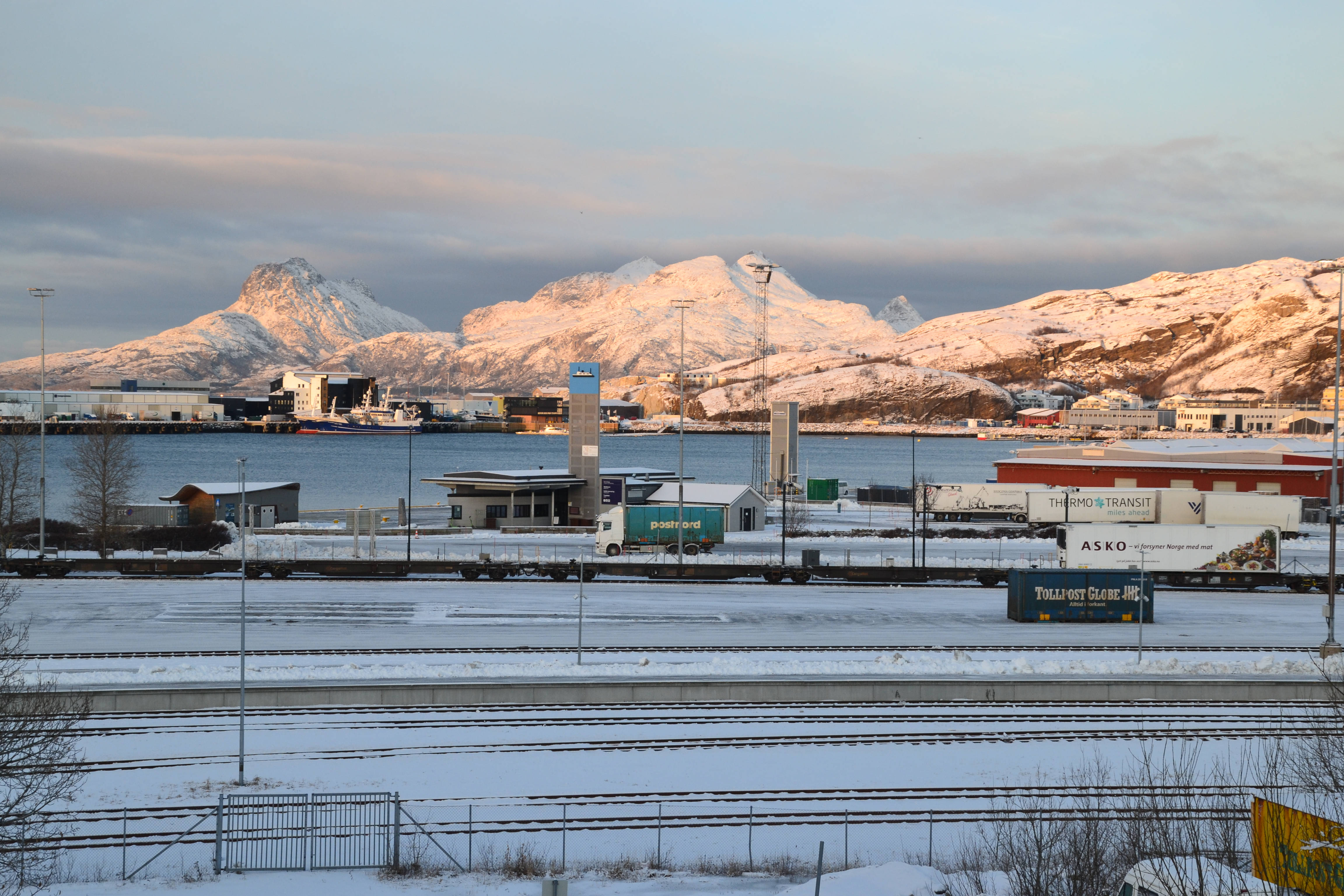
Поромний причал Буде
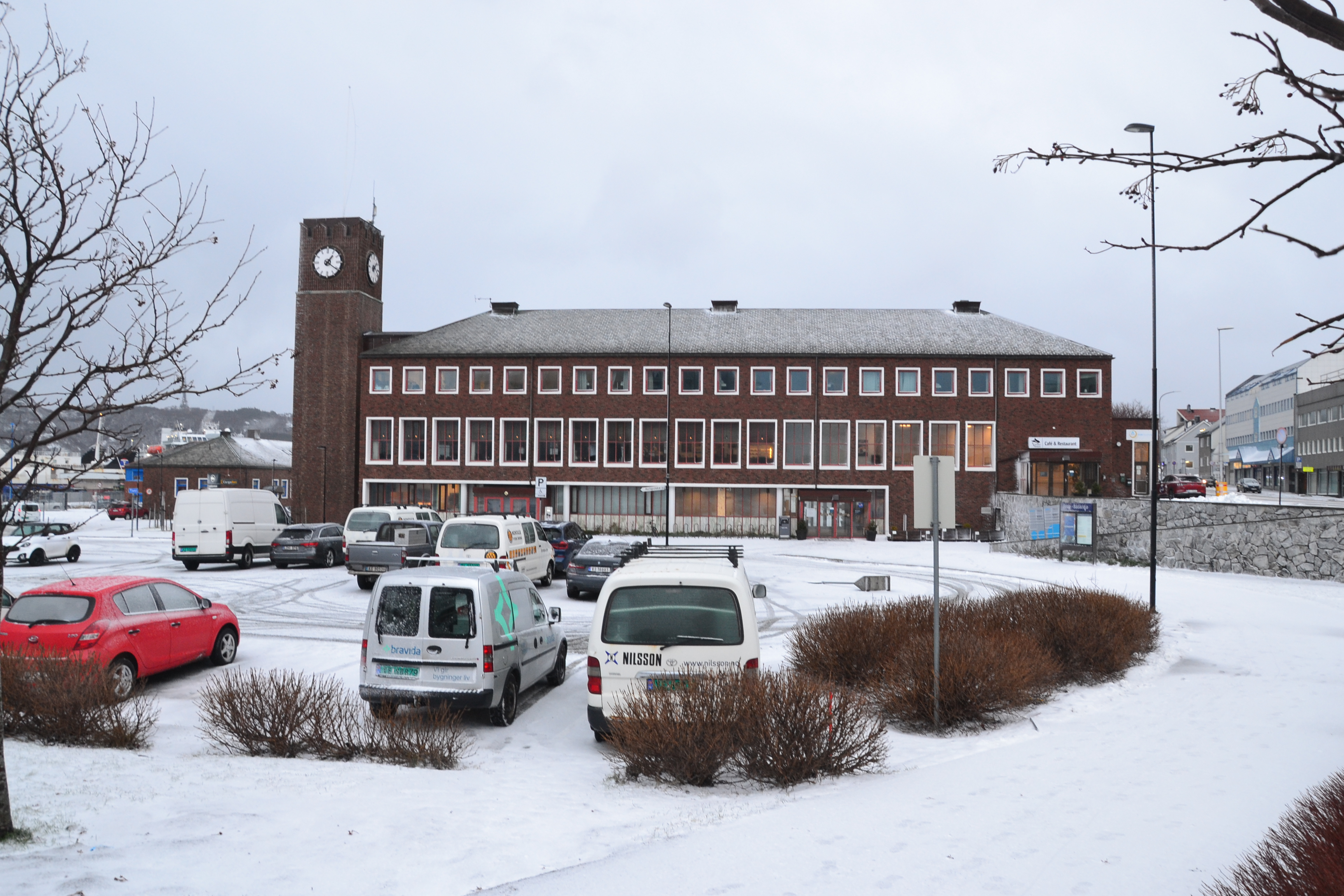
Залізничний вокзал Буде
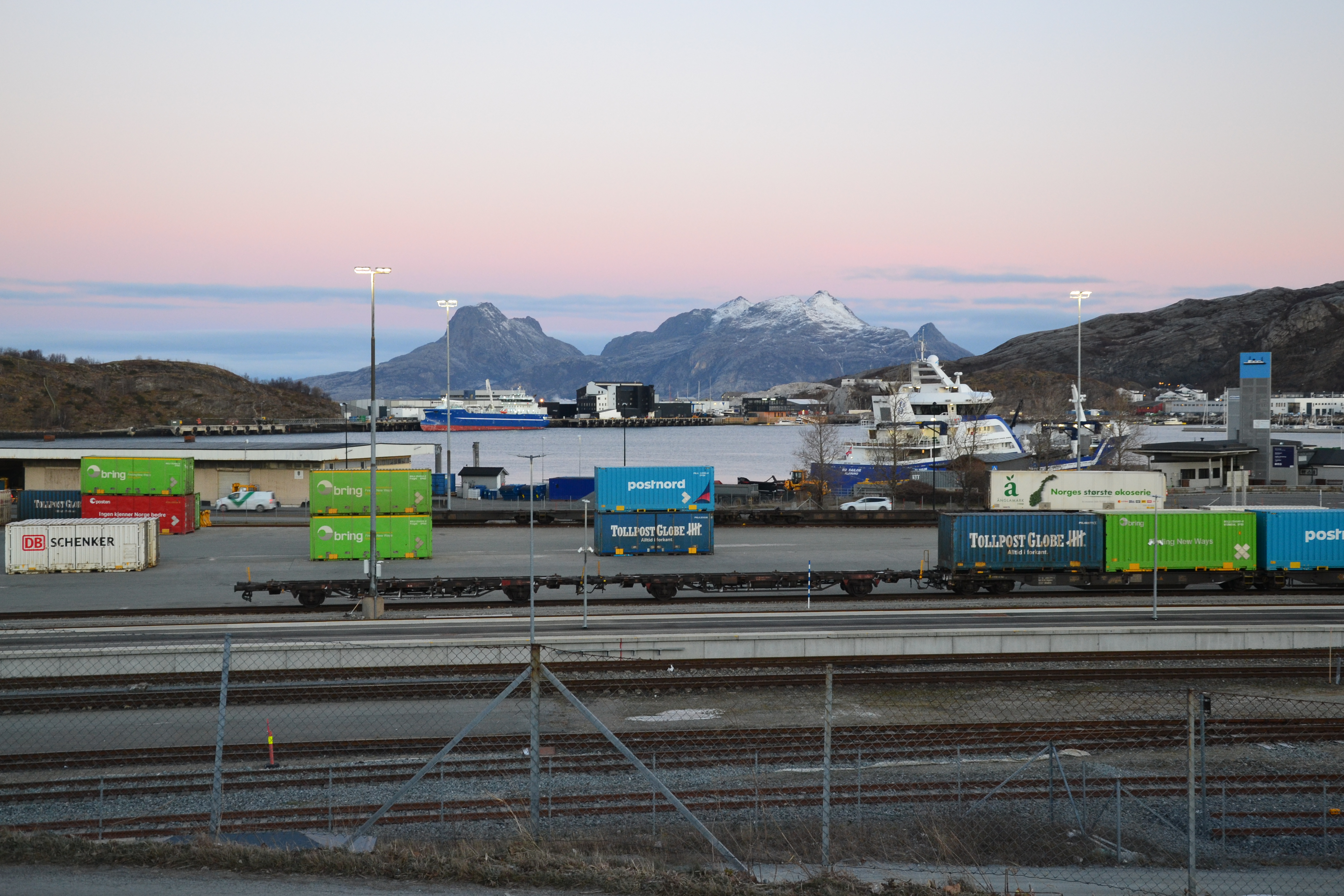
Залізниця і морський порт Буде

## Галерея

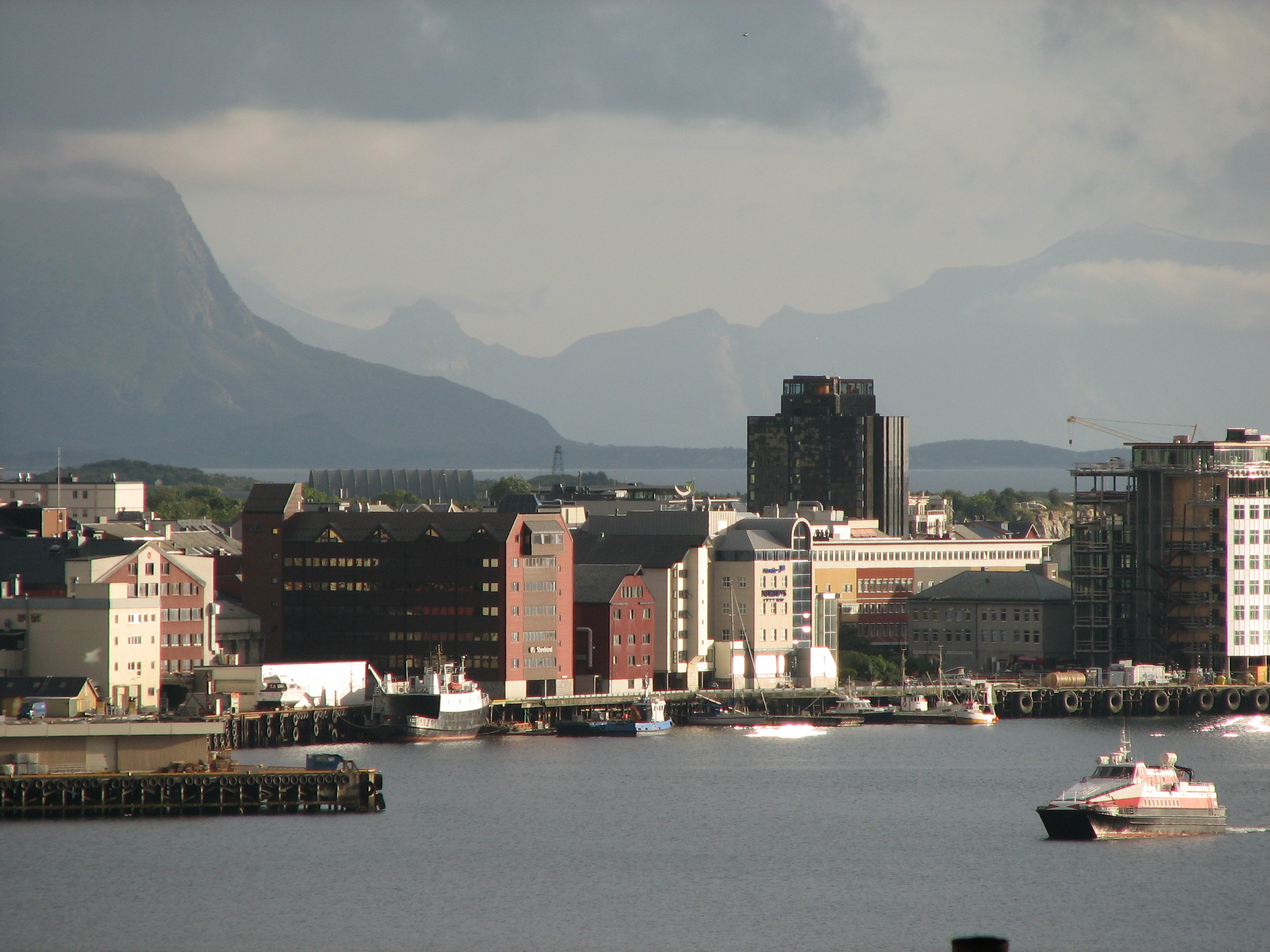
Буде
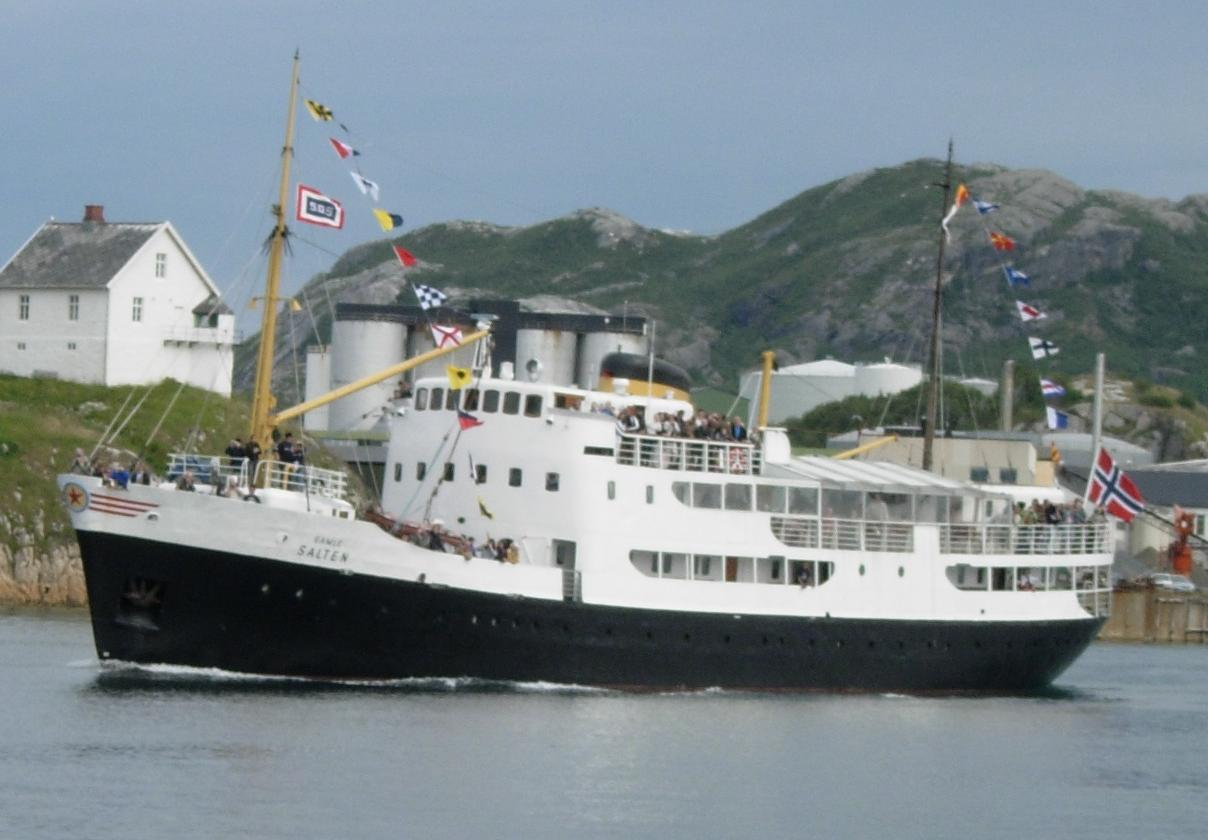
Порт Буде
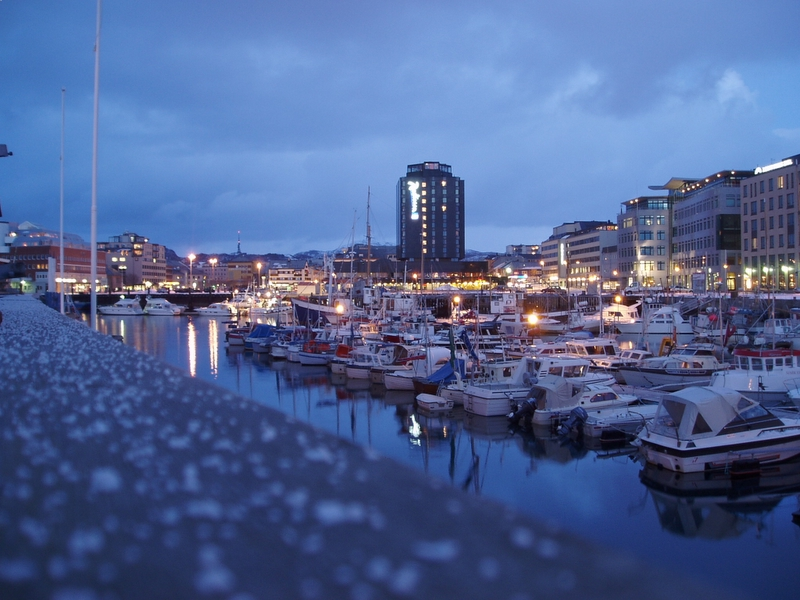
Гавань у Буде
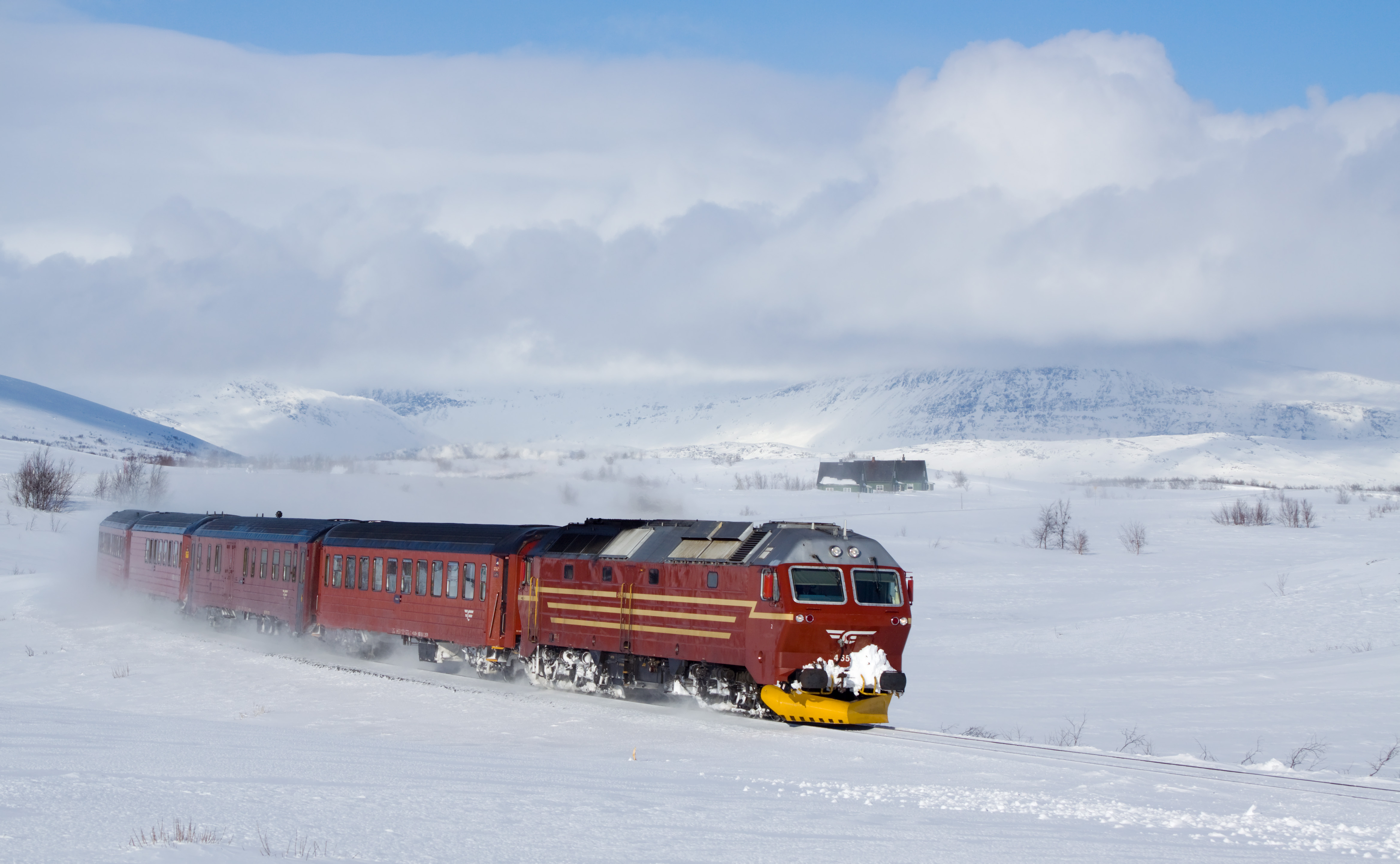
Тепловоз NSB Di 4 тягне за собою денний поїзд із Буде до Тронгейма

## Джерело
- Енциклопедія Британніка: Буде (Норвегія) [Архівовано 15 травня 2008 у Wayback Machine.]